# 龙门县 (唐朝)
龙门县，中国古县名。
唐朝长庆二年（822年）置龙门县，得名于县境北部的龙门峡。元朝至元二年（1265年），并龙门县为镇，属于宣德县。至元二十八年（1291年）改龙门镇为望云县，隶云州。明朝宣德六年（1431年），废望云县为龙门卫。清朝康熙三十二年（1693年），改龙门卫为龙门县。1914年龙门县改名为龙关县。